# Tweety

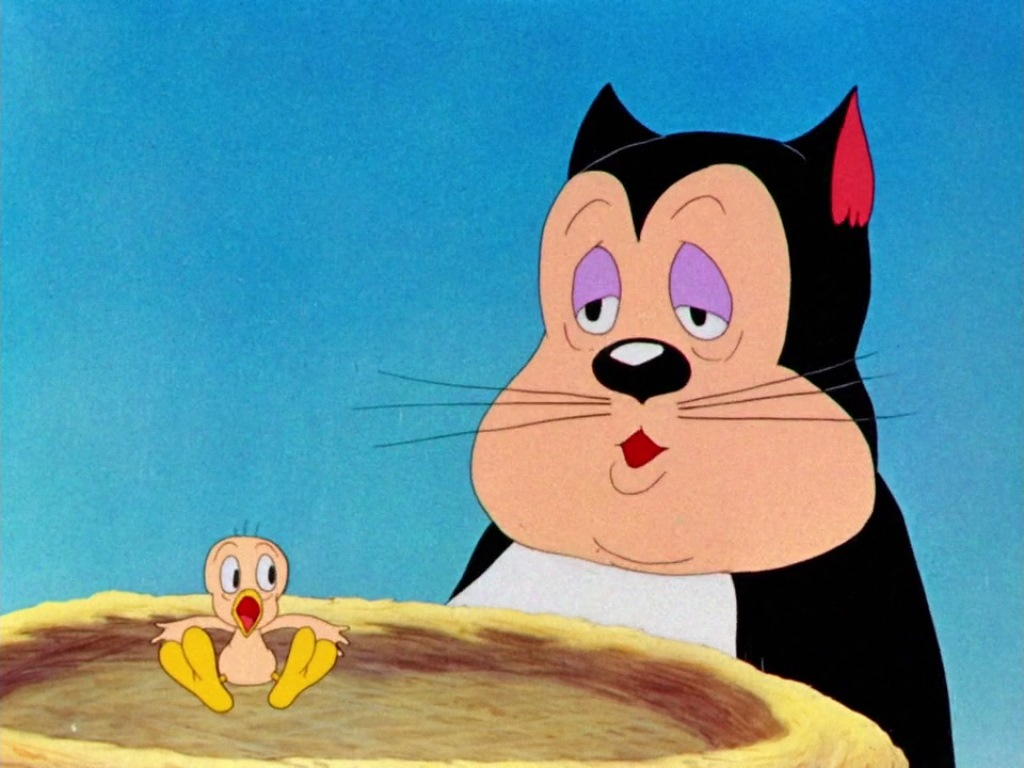
Tweety in zijn debuutfilm "A Tale of Two Kitties met Catstello.

Tweety (ook bekend als Tweety Pie of Tweety Bird) is een animatiefilmfiguur uit de Looney Tunes-/Merrie Melodiesserie. Zijn naam is een samentrekking van "sweetie" en "tweet".
Het personage werd in 1942 bedacht door Bob Clampett, en maakte zijn debuut in het filmpje “a Tale of Two Kitties”. Het door Clampett ontworpen personage zag er echter nog niet uit als Tweety, en droeg op papier de naam Orson. Mel Blanc deed de stem van Tweety.
In 1945 begon Friz Freleng met een reeks films waarin Tweety zijn bekendste tegenstander, Sylvester, ontmoette.

## Personage
Tweety is een kleine gele kanariepiet (hoewel hij in sommige filmpjes ook wordt aangeduid als een zeldzame “Tweety vogel”) met een naar verhouding groot hoofd. In de eerste filmpjes was hij een wilde vogel die buiten in een nest woonde, maar later werd hij de huiskanarie van Granny (oma). Zijn grootste tegenstander is Sylvester, die Tweety het liefst zou opeten. In de filmpjes dat Tweety bij Granny woont is Sylvester vaak ook een huisdier van Granny, wat voor een hilarische driehoeksverhouding zorgt.
Net als veel personages van wie Mel Blanc de stem deed, heeft Tweety een spraakgebrek. Zijn kenmerk is dat hij de letters /s/, /k/, en /g/ verandert naar /t/, /d/, of /θ/. Zo zegt hij bijvoorbeeld "puddy tat" in plaats van "pussy cat". De bekendste Tweety-uitroepen zijn "I tawt I taw a puddy tat!" (ik geloof dat ik een poesiekat zag), "I did, I did taw a puddy tat!" (het klopt, het klopt, ik zag echt een poesiekat), "Bad old puddy tat!" (stoute poesiekat) en "Poor Old Puddy Tat!" (arme poesiekat).
Tweety is doorgaans een rustig en vriendelijk personage, maar als hij bedreigd wordt door een kat of andere tegenstander kan hij ronduit gemeen worden en op elke mogelijke manier van zich afslaan. Vooral de originele versie van Tweety was een stuk agressiever dan zijn huidige versie.
Over Tweety’s geslacht is lange tijd discussie geweest. Veel fans dachten dat Tweety een vrouwtje was, maar in de tv-serie The Sylvester and Tweety Mysteries werd bevestigd dat hij een mannetje is.

## Stripboeken
Western Publications produceerde een stripboek over Tweety en Sylvester, getiteld Tweety and Sylvester als eerste in de Dell Comics Four Color-series #406, 489, en 524, dan in de eigen titel van Dell Comics (#4-37, 1954-62), en dan later van Gold Key Comics (#1-102, 1963-72). In Nederland bestond er in de jaren zeventig een tijdschrift met de naam Tweety & Sylvester van Uitgeverij De Vrijbuiter. Naast Tweety en Sylvester verschenen ook de andere Warner Bros-tekenfilmfiguren in dit tijdschrift.

## Muziek
In 1951 maakte Mel Blanc samen met Billy May’s orkest een single getiteld I Tawt I Taw A Puddy Tat.
Verondersteld uitvoerend artiest: Tweety zelf.

## Filmografie
- A Tale of Two Kitties (1942)
- Birdy and the Beast
- A Gruesome Twosome
- Tweetie Pie (1947)
- I Taw A Putty Tat
- Bad Ol' Putty Tat
- Home Tweet Home
- All A Bir-r-r-d
- Canary Row
- Puddy Tat Twouble
- Room and Bird
- Tweety's SOS
- Tweet, Tweet Tweety
- Gift Wrapped (film)
- Ain't She Tweet
- Bird in Guilty Cage
- Snow Business
- Fowl Weather
- Tom Tom Tomcat
- A Street Cat Named Sylvester
- Catty Cornered
- Dog Pounded
- No Barking
- Muzzle Tough
- Satan's Waitin
- Sandy Claws
- Tweety's Circus
- Red Riding Hoodwinked
- Tweet And Sour (1956)
- Tree Cornered Tweety
- Tugboat Granny
- Tweet Zoo
- Tweety And The Beanstalk
- Birds Anonymous
- Greedy For Tweety
- A Pizza Tweety Pie
- A Bird In A Bonnet
- Trick Or Tweet
- Tweet And Lovely
- Tweet Dreams
- Hyde And Go Tweet
- Trip For Tat
- Rebel Without Claws
- The Last Hungry Cat
- The Jet Cage
- Hawaiian Aye Aye
- Carrotblanca
- Spacejam